# Liguster (slægt)
Liguster (Ligustrum) er en slægt med 40-50 arter, der er udbredt i Nordafrika, Mellemøsten, Kaukasus, Sibirien, Østasien, Indonesien og Europa med tyngdepunktet i Østasien. Det er løvfældende eller vintergrønne buske med modsatte, kortstilkede og helrandede blade. Blomsterne er samlet i endestillede eller akselstillede toppe. De enkelte blomster er 4-tallige og regelmæssige med sammenvoksede kronrør og oftest hvide kronblade. Frugterne er sorte stenfrugter eller bær med et til tre frø. Her beskrives kun de arter, der er almindeligt dyrket i Danmark.
| Beskrevne arter |

- Almindelig liguster (Ligustrum vulgare)
- Butbladet liguster (Ligustrum obtusifolium)
- Storbladet liguster (Ligustrum ovalifolium)

| Andre arter |

| - Ligustrum compactum - Ligustrum confusum - Ligustrum delavayanum - Ligustrum foliosum - Ligustrum glomeratum - Ligustrum henryi - Ligustrum ibota - Ligustrum japonicum - Ligustrum leucanthum - Ligustrum liukiuense | - Ligustrum lucidum - Ligustrum morrisonense - Ligustrum nepalense - Ligustrum quihoui - Ligustrum robustum - Ligustrum sempervirens - Ligustrum sinense - Ligustrum strongylophyllum - Ligustrum tschonoskii |